# Carole David
Pour les articles homonymes, voir David.
Carole David, née le 25 juillet 1954 à Montréal, est une poétesse et romancière québécoise.

## Biographie
Elle commence à lire de la poésie au secondaire, puis fait des études supérieures en littérature et décroche un doctorat en études françaises. À partir de 1980, elle occupe un poste d'enseignement au Cégep du Vieux Montréal. En parallèle, elle est lectrice chez VLB éditeur de 1979 à 1988, est membre du comité de rédaction de la revue Spirale de 1980 à 1982 et siège à celui de la revue Estuaire de 1993 à 1996.
Elle aborde l'écriture en publiant des critiques littéraires et des textes de fiction dans divers magazines et périodiques culturels, en plus de signer une chronique au journal Le Devoir de 1985 à 1987.
En 1986, elle reçoit le prix Émile-Nelligan pour son recueil de poésie Terroristes d’amour.
En 1996, elle obtient le Prix de poésie Terrasses Saint-Sulpice de la revue Estuaire pour Abandons.
Son roman Impala (1994), traduit en anglais et en italien, est finaliste pour le prix du Journal de Montréal et pour le Grand Prix du livre de Montréal.
Elle est aussi finaliste pour le prix du Gouverneur général pour La Maison d’Ophélie (1998).
En 2006, elle est nommée présidente de la Maison de la poésie de Montréal.
Elle reçoit le prix Alain-Grandbois en 2011 pour Manuel de poétique à l'intention des jeunes filles, recueil qui lui vaut d'être à nouveau finaliste pour le prix du Gouverneur général. En 2020, elle est lauréate du Prix Athanase-David pour l'ensemble de son œuvre.

## Œuvre

### Romans
- Impala, Montréal, Les Herbes rouges, 1994, 126 p. (ISBN 2-89419-055-7)
- Hollandia, Montréal, Héliotrope, 2011, 90 p. (ISBN 978-2-923511-25-2)

### Poésie
- Terroristes d'amour : suivi de Journal d'une fiction, Montréal, VLB éditeur, 1986, 103 p. (ISBN 2-89005-244-3)
- (en collaboration avec Jean-Sébastien Huot), Feu vers l'est, Montréal, Gaz moutarde, 1992
- Abandons : poésie, Montréal, Les Herbes rouges, 1996, 69 p. (ISBN 2-89419-100-6)
- La Maison d'Ophélie : poésie, Montréal, Les Herbes rouges, 1998, 49 p. (ISBN 978-2-89419-145-3)
- Averses et réglisses noires, Montréal, La Courte Échelle, 2003, 34 p. (ISBN 978-2-89021-674-7, lire en ligne)
- Terra vecchia, Montréal, Les Herbes rouges, 2005, 64 p. (ISBN 978-2-89419-240-5)
- Manuel de poétique à l’intention des jeunes filles, Montréal, Les Herbes rouges, 2010, 84 p. (ISBN 978-2-89419-299-3)
- Poésie, vol. 1, Montréal, La Courte Échelle, 2011, 113 p. (ISBN 978-2-89695-035-5)
- L’année de ma disparition, Montréal, Les Herbes rouges, 2015, 80 p. (ISBN 978-2-89419-519-2)
- Comment nous sommes nés : poésie, Montréal, Les Herbes rouges, 2018, 80 p. (ISBN 978-2-89419-668-7)
- Le programme double de la femme tuée, Les Herbes rouges, 2022, 104 p. (ISBN 978-2-89419-807-0)

### Recueils de nouvelles
- L'Endroit où se trouve ton âme, Montréal, Les Herbes rouges, 1991, 62 p.
- Histoires saintes, Montréal, Les Herbes rouges, 2001, 107 p. (ISBN 978-2-89419-185-9)

## Prix et distinctions

### Prix
- 1986 - Prix Émile-Nelligan, Terroristes d’amour
- 1996 - Prix de poésie Terrasses Saint-Sulpice, Abandons
- 2011 - Prix Alain-Grandbois, Manuel de poétique à l'intention des jeunes filles
- 2016 - Prix des libraires du Québec - catégorie Poésie, L'Année de ma disparition[7]
- 2016 - Grand prix Québecor du Festival international de la poésie de Trois-Rivières, L'année de ma disparition[8]
- 2019 - Grand prix du livre de Montréal, Comment nous sommes nés
- 2020 - Prix Athanase-David

### Honneurs
- 1999 - Finaliste au Prix du Gouverneur général, La Maison d'Ophélie
- 2010 - Finaliste au Prix du Gouverneur général, Manuel de poétique à l'intention des jeunes filles